# Finlands socialistiska arbetarrepublik
Finlands socialistiska arbetarrepublik var en kortlivad finsk socialistisk statsbildning upprättad genom revolution i inledningen av Finska inbördeskriget. 
Den finska arbetarrepubliken kallas ofta Röda Finland och dess anhängare kallas De röda. De röda i Finland bestod av socialdemokrater och de röda gardena. Några av de mest kända röda i Finland var Otto Ville Kuusinen, Kullervo Manner, Yrjö Sirola, Yrjö Mäkelin, Edvard Gylling, Oskari Tokoi, Eetu Salin och Karl H. Wiik.

## Finlands folkdelegation
Finlands socialistiska arbetarrepublikens regering kallades folkdelegationen. Regeringens statsminister var Kullervo Manner och Eero Haapalainen var inrikesdelegat. Tuure Lehén var sekreterare och Matti Turkia prokurator.
Republiken bildades den 28 januari 1918 i Helsingfors. Efter att Helsingfors fallit till de vita den 13 april flydde regeringen till Viborg. Under Slaget om Viborg flydde Folkdelegationen, den röda generalstaben och en mängd ansvariga funktionärer och rödgardister den 26 april till Petrograd. De sista revolutionärerna kapitulerade den 5 maj 1918 i Pyttis.

## Väpnade styrkor
Det röda Finlands väpnade styrkor var det Röda gardet. Organisationen bestod av lokala enheter men hade även en central generalstab. Kullervo Manner var det röda gardets överbefälhavare. Andra framträdande rödgardister var Kustaa Salminen och Ali Aaltonen.
Under Finska inbördeskriget kämpade de röda gardena mot de vita skyddskårerna.